# André Urbain de La Fléchère
Pour les articles homonymes, voir Famille de La Fléchère.
André Urbain de La Fléchère, né le 4 mai 1754 à Nyon et mort le 5 septembre 1832 à Nyon, est une personnalité politique suisse.

## Biographie
De confession protestante, originaire de Nyon, André Urbain de La Fléchère est le fils de Louis-Frédéric de La Fléchère, officier au service de Hollande et banneret de Nyon, et de Jeanne-Susanne Roger. Il épouse en 1786 Jeanne-Angélique de Beausobre. Il est officier des Gardes suisses en Hollande.

### Parcours politique
Député de Nyon à l'Assemblée représentative provisoire du Pays de Vaud en 1798, André Urbain de La Fléchère est dépêché à Paris pour adresser au Directoire les remerciements du peuple vaudois pour l'intervention de la France lors de la Révolution vaudoise. Membre de la commission militaire, il se rend en outre en mission à Berne auprès du général Brune. Membre du Sénat helvétique dès 1798, il en est le président en 1799, puis en est exclu[pourquoi ?] en 1801. Lors de la création du canton de Vaud, il est député au premier Grand Conseil vaudois de 1803 à 1808, puis de 1813 à 1824. Il est lieutenant (c'est-à-dire préfet) du Petit Conseil pour Nyon, Rolle et Aubonne de 1803 à 1814, puis conseiller d'État de 1815 à 1825,.